# LogServ

## Das Unternehmen
Die Logistik Service GmbH (LogServ) wurde am 1. April 2001 als 100 %-Tochter der voestalpine Stahl GmbH gegründet. LogServ ist Full-Service-Anbieter für industrielle Logistik und spricht mit ihren Dienstleistungen die heimische Großindustrie an. Die Kunden der LogServ sind vor allem in der Metallerzeugung und -verarbeitung, in der Baustoff- und Prozessindustrie, im Maschinen- und Anlagenbau und auch in der Automobil- und -zulieferindustrie zu Hause. Auf dem Eisenbahnsektor werden Betreiber von Werks- und Anschlussbahnen, private Eisen bahnverkehrsunternehmen und Privatgüterwagenvermieter betreut. Am voestalpine Standort in Linz betreibt die LogServ Österreichs größte Anschlussbahn sowie einen eigenen Donauhafen mit leistungsfähigen Umschlaganlagen.
Die LogServ-Tochter Cargo Service GmbH (CargoServ) bietet als privates Eisenbahnverkehrsunternehmen alternative Eisenbahnkonzepte für Ganzzugs-Gütertransporte auf dem öffentlichen Schienennetz an.

## Infrastruktur
| 27    | Lokomotiven                  |
| 900   | Waggons                      |
| 19    | LKW                          |
| 1.500 | PKW und Klein-LKW bis 3,5 to |
| 425   | Diesel- und Elektrostapler   |
| 38    | Schwer- und Sonderfahrzeuge  |
| 138   | Anhänger und Rollpaletten    |
| 32    | Hubsattel- und Zugmaschinen  |
| 2     | Bugsierschiffe               |

| 136 km | voestalpine Stahl, Linz |
| 32 km  | Chemiepark, Linz        |
| 30 km  | voestalpine Krems       |

| 431.200 m2 | Betriebsfläche |
| 2.000 m    | Kaimauer       |

## Dienstleistungsangebot
Als Full-Service-Anbieter im Bereich der industriellen Logistik bietet LogServ ein umfassendes Dienstleistungsangebot:
- Werksinterne Logistik: Betriebsführung Werks- und Anschlussbahnen, Waggonmanagement, eigener Donauhafen mit leistungsfähigen Umschlaganlagen, interne Schwer- und Sondertransporte auf der Straße
- Supply Chain Management (Beratung, Implementierung und Durchführung – für alle Abläufe in der gesamten Logistikkette): Logistik-Outsourcing, Logistik-Checks, Konzeptionierung, Modellierung, Frachtenmanagement, Ladungszusammenstellung, Disposition, Controlling

Zolldienstleistungen
- Planung, Koordination und Management europäischer Landverkehre: Trimodale Transportabwicklung weltweit
- Werkstättenleistungen für Lokomotiven und Güterwaggons: Umbau, Reparatur, Instandhaltung, Prüfungen, Aufarbeitung sämtlicher Bauteile, Kesselwagen-Reinigung
- Gleis- und Sicherungstechnik: Neubau, Adaptierung, Umbau und Wartung
- Technisches Büro für Eisenbahnbau: Planung, Projektierung, Behördeneinreichungen, Leistungsausschreibung und Bauüberwachung
- Fuhrparkmanagement für alle Transportmittel
- Werkstätten für Schwer- und Sonderfahrzeuge
- Private Eisenbahntraktion auf dem öffentlichen Schienennetz über das Tochterunternehmen CargoServ
- LogServ Verkehrsakademie: Aus- und Weiterbildung für operatives Personal im Bahn- und Straßenbereich[1]